# Manta (Colombia)
Manta è un comune della Colombia facente parte del dipartimento di Cundinamarca.
Il centro abitato venne fondato da José Joaquín Pompeya nel 1773.